# Junjou Evidence / Gyuu Saretai Dake na no ni
Junjou Evidence / Gyuu Saretai Dake na no ni (純情エビデンス/ギューされたいだけなのに Junjō ebidensu/ gyū sa retai dakenanoni?, Evidencia de Inocencia / Solo quiero que me expriman) es el 69º sencillo de Morning Musume. Fue lanzado el 16 de diciembre de 2020 en 5 ediciones: 2 regulares y 3 limitadas. La primera edición de las ediciones regulares vino con una tarjeta coleccionable aleatoria de 15 tipos dependiendo de la carátula (30 en total). La edición limitada SP vino con una tarjeta de número de serie de lotería de eventos. 

## Lista de Canciones

### CD
- Junjou Evidence
- Gyuu Saretai Dake na no ni
- Junjou Evidence (Instrumental)
- Gyuu Saretai Dake na no ni (Instrumental)

### Edición Limitada A DVD
- Junjou Evidence (Music Video)
- Junjou Evidence (Making Eizou) (メイキング映像)

### Edición Limitada B DVD
- Gyuu Saretai Dake na no ni (Music Video)
- Gyuu Saretai Dake na no ni (Making Eizou)

### Edición Limitada SP DVD
- Junjou Evidence (Dance Shot Ver.)
- Gyuu Saretai Dake na no ni (Dance Shot Ver.)
- Junjou Evidence (Close-up Ver.)
- Gyuu Saretai Dake na no ni (Close-up Ver.)

## Miembros Presentes
- 9.ª Generación: Mizuki Fukumura, Erina Ikuta
- 10.ª Generación: Ayumi Ishida, Masaki Satō
- 11.ª Generación: Sakura Oda
- 12.ª Generación: Miki Nonaka, Maria Makino, Akane Haga
- 13.ª Generación: Kaede Kaga, Reina Yokoyama
- 14.ª Generación: Chisaki Morito
- 15.ª Generación: Rio Kitagawa, Homare Okamura, Mei Yamazaki